# Роберт Чарльз Вілсон
Ро́берт Чарльз Ві́лсон (англ. Robert Charles Wilson; нар. 15 грудня 1953, Віттіер, округ Лос-Анджелес, Каліфорнія, США) — канадський письменник-фантаст.

## Кар'єра
Роберт Чарльз Вілсон провів дитинство в Торонто Онтаріо. У 1970-х роках жив у місті Віттер, Каліфорнія. Більшу частину свого життя прожив у Канаді і в 2007 році отримав громадянство Канади. В наш час[коли?] живе разом з дружиною в місті Конкорд, Онтаріо. У Вілсона є два сини Пол і Девон.
Стівен Кінг сказав про Вілсона — «ймовірно найкращий автор у жанрі наукова фантастика, на сьогоднішній день».
Його твори були відзначені премією «Г'юго» за найкращий роман (за роман «Спін»), меморіальною премією Джона В. Кемпбелла (за роман «Хроноліти»), меморіальною премією Теодора Стерджена (за новелу «Декартів театр»), трьома преміями «Аврора» (за романи «Сліпе озеро» і «Дарвінія» та новелу «Персеїди»), а також премією Філіпа К. Діка (за роман «Містеріум»). Джуліан Комсток: Історія Америки 22-го століття" був номінантом на премію «Г'юго» 2010 року в категорії «Найкращий роман».
Окрім перелічених нижче романів, він є автором збірки оповідань «Персеїди та інші історії», дія якої розгортається в Торонто. Його перша публікація з'явилася в лютневому номері журналу «Analog Science Fiction» за 1975 рік під ім'ям Боб Чак Вілсон.
Письменник Стівен Кінг назвав Вілсона «мабуть, найкращим автором наукової фантастики, який зараз пише».

## Книги
- Спін (2005)